# Жансон, Николя
Николя́ Жансо́н (Николай Йенсон, фр. Nicolas Jenson; ~1420, Сомвуа, деп. Верхняя Марна — ~1480, Венеция, Италия) — французский пуансонист, гравёр, печатник и типограф, который работал в основном в Венеции.

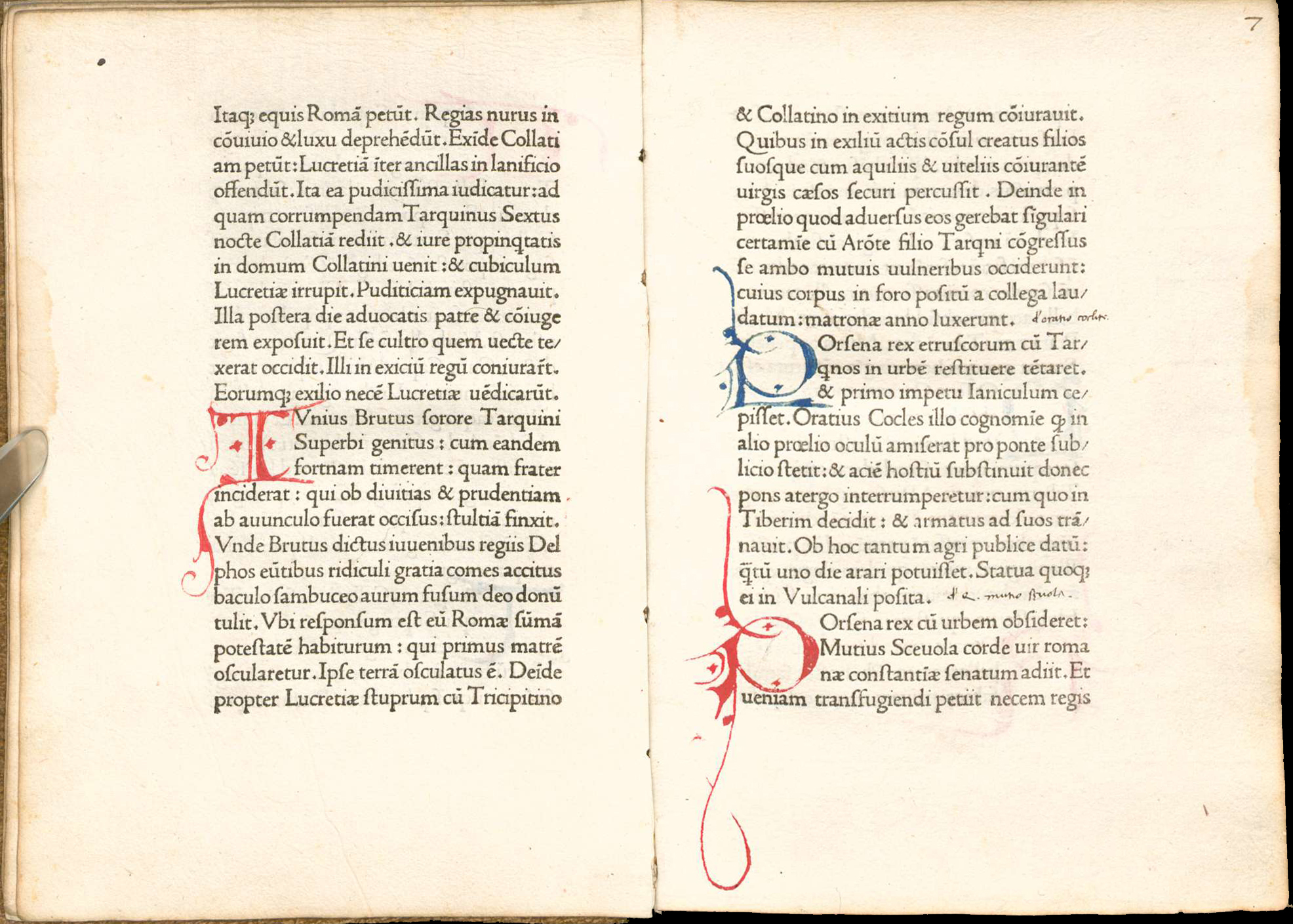
Разворот из книги «О знаменитых мужах», напечатанной Жансоном около 1474 года. Издание набрано антиквой Жансона.

## Биография
Прежде чем стать типографом и пуансонистом, Жансон чеканил монеты для королевского двора в Туре, а также освоил ювелирное дело. Таким образом, он имел необходимые навыки для того, чтобы делать шрифты — лить метал, вырезать пуансоны, делать матрицы. Кроме того, он специально обучался этому искусству в Майнце, куда был послан в 1458 году по распоряжению Карла VII. Нет никаких сведений о том, кто учил его. Вполне возможно, что во время своего пребывания в Майнце, Жансон мог общаться с Иоганном Гутенбергом.
Позже Жансон уезжает в Венецию, где в период между 1470—1480 годами печатает около 150 книг. Лучшим произведением мастера считается антиква, которой он набрал «Приготовления к Евангелию» Евсевия Кесарийского (De Preparatione Evangelica, 1470). Это была первая книга Жансона, но, скорее всего, не первый вырезанный им шрифт. К этому «чуду», считают У. Чэппел и Р. Брингхерст, «мастер долго шел, понемногу набираясь мастерства и накапливая знания» .
Помимо того, в 1471 году Жансон создал первый полный комплект греческого шрифта, который «и сейчас остается одним из лучших» . В 1474 г. Жансон вырезал несколько ротунд, которые использовал для печати медицинских и исторических трудов.
Умер Жансон в 1480 году в Риме, куда он отправился по приглашению папы Сикста IV.

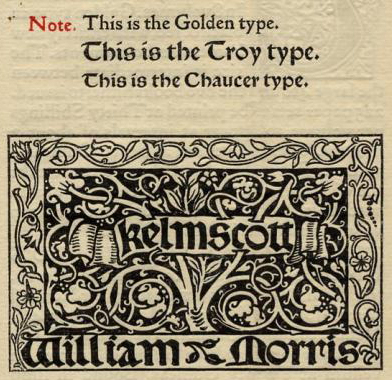
«Золотой шрифт» (Golden Type) издательства «Келмскотт-пресс» основан на антикве Жансона.

## Последующее влияние
Шрифты Жансона оказали огромное влияние как на его современников — Франческо Гриффо и Клода Гарамона, так и на далеких потомков. Первым, после долго забвения, к шрифтам Жансона обратился английский поэт, художник и типограф Уильям Моррис. Он писал, что Жансон «поднял антикву до возможного предела совершенства» . Антиква Жансона послужила образцом для моррисовского «Золотого шрифта» (1890).
Однако Моррис, большой любитель средневековья, используя в качестве другого образца менее контрастный и более темный шрифт венецианца Якоба де Рубеуса, не стремился к точному воссозданию антиквы Жансона. О результате говорит замечание художника Уолтера Крейна, который говорил, что «антиква Морриса получилась более готической, чем у Жансона» .
В 1900 г. художник Эмери Уокер нарисовал для типографа Томаса Кобден-Сандерсона, владельца издательства Doves Press, шрифт (т. н. Doves Roman), более близкий к шрифту Жансона. Им была набрана знаменитая Библия Doves Press — самое известное творение издательства. Однако матрицы шрифта не сохранились, как и матрицы оригинального шрифта Жансона. В 1916 г. Кобден-Сандерсон тайно выбросил всё своё типографское оборудование (в т. ч. шрифт) в Темзу с моста Хаммерсмит .
В 1912—1914 годах Брюс Роджерс создал шрифт Centaur на основе антиквы Жансона, нарезанной в 1469 году. Наиболее удачные цифровые интерпретации шрифта Жансона, по мнению Брингхерста, созданы Рональдом Арнхольмом (Legacy, ITC, 1992) и Робертом Слимбахом (Adobe Jenson, Adobe, 1996) .